# Hoàng Quốc Thịnh
Hoàng Quốc Thịnh (1911–2009) là nhà cách mạng và chính khách Việt Nam, Ủy viên Ban Chấp hành Trung ương Đảng khóa IV, Bộ trưởng Bộ Nội thương, Trưởng ban Tài chính Quản trị Trung ương.
Ông còn có tên là Hương, tên khai sinh là Hoàng Văn Đang, bí danh Hoàng Hà Châu, sinh ngày 1 tháng 5 năm 1911, quê quán xã Hải Sơn, huyện Hải Hậu, tỉnh Nam Định.

## Quá trình hoạt động cách mạng
Những năm 1930 ông hoạt động cách mạng tại tỉnh Bắc Giang .
Năm 1945 ông cùng các đồng chí Hà Thị Quế, Hoàng Bạch, Ngô Ngọc Dương lãnh đạo khởi nghĩa ở Phủ Lạng Thương tỉnh Bắc Giang.
Sau đó ông giữ chức Bí thư Tỉnh ủy, kiêm Chủ tịch Ủy ban Kháng chiến tỉnh Bắc Giang;
Năm 1951 ông được bổ nhiệm Giám đốc Sở Mậu dịch thuộc Bộ Công thương 

Năm 1958 ông giữ chức Thứ trưởng Bộ Nội thương
Năm 1966 giữ chức vụ Quyền Bộ trưởng, Bộ trưởng Bộ Nội thương (1967–1977),. Sau đó ông chuyển sang công tác Đảng, giữ chức Trưởng ban Tài chính Quản trị Trung ương.
Ông là đại biểu Quốc hội các khóa II, III, IV, V; Huân chương Hồ Chí Minh, Huân chương Kháng chiến hạng Nhất, Huân chương Kháng chiến chống Mỹ hạng Nhất, Huy hiệu Hồ Chí Minh, Huy hiệu 60 năm tuổi Đảng.
Ông nghỉ hưu, sống tại Hà Nội, mất năm 2009, an táng tại Nghĩa trang Mai Dịch.